# 惠瑟爾灣
惠瑟爾灣（英語：Whistle Cove），是南極洲的海灣，位於南喬治亞群島，處於福圖納灣，在1931年由英國海軍繪入地圖和命名，該海灣由英國海外領土管轄。